# Криеница
 Тази статия е за детската игра.  За филма от 2005 година вижте Криеница (филм).  
Криеницата (от крия се, крие се) е една от най-популярните детски игри в света. На практика играта е вариант на гоненицата, при който един или няколко играчи се крият, а един или няколко ги търсят.

## В България
В България играта има много имена, като всички те произлизат от глаголите крия се, жумя и мижа: криенка, кришка-мишка, мижитарка (Велинград), миждарка (Пловдив), миженка, миженица, жумичка, жмичка (София), жуменка, жоменка, жоменица.
Криеницата в България се играе от неопределен брой играчи, които се броят един друг с някоя броенка и последният играч, когото броенката посочи, жуми (мижи), т.е. скрива очите си с ръце и се захлупва на пейка, дърво, камък или друго предварително избрано място за жумене. Жуменето продължава определено време като играчът брои бавно до определено число или казва на глас някоя броенка, докато останалите играчи се крият. След приключването на броенето или на броенката жумещият отваря очи и започва да търси скритите играчи. Когато открие някого, той трябва да се затича до мястото за жумене и да го заплюе, т.е. да пипне мястото за жумене с ръка и да извика на висок глас „Пу за Иван“, например, ако откритият е Иван. (В някои области на България заплюването действително се извършва с плюене вместо с ръка.) Същевременно криещите се играчи трябва да се доберат до мястото за жумене и да се заплюят сами, т.е. да кажат „Пу за мен“. Последният заплют от търсещия играч жуми следващата игра. (На някои места брои първият заплют)
За да не може някой играч да стои точно зад жумящия и да се заплюе веднага след започването на играта, преди да отвори очи жумящият играч обикновено казва Кой пред мен, кой зад мен, кой от двете ми страни, три пъти подред жуми, отварям аз очи!.
Ако търсещият играч сбърка при заплюването, т.е. сбърка някого от криещите се играчи с друг, играта се повтаря като отново той жуми. Грешката се известява на криещите се играчи с викове Спукано гърнето, млякото тече! (Или само Спукано гърне!). Ако търсещият не успее да заплюе никого, отново той жуми следващата игра.
Вече заплюлите се играчи могат да издават на криещите се местоположението на търсещия с викове – Салам, стой си там!, ако търсещият е близо до мястото за заплюване и излизане би било неподходящо или Суджук, бързо тук!, ако търсещият играч е далеч и моментът за заплюване на криещите се е подходящ.
Когато търсещият реши, че последният играч, когото той е заплюл е най-добре да жуми следващата игра, той може да обяви Царски път до десет, при който се брои бавно до десет и всички криещи се могат да излязат и да се заплюят, без да се притесняват, че търсещият ще ги заплюе. Царски път се обявява и когато все още има неоткрити играчи, но търсещият не може да ги намери. Ако те не се появят след като търсещият преброи до десет на висок глас, той може да ги преплюе и последният преплют играч жуми. Възможно е, при по-големи игри, когато времето на царския път е било недостатъчно, да се даде последващ с по-голяма продължителност (напр. Царски път до 20).

### Други версии в България
В България има много различни версии на криеницата, те обаче не се различават толкова много от оригиналната игра.
Версия #2 (Детска): По-малките деца играят играта, като броят до 10 и се крият. Ако броящият намери всички играчи играта приключва.
Версия #3: Играчите могат да поставят краката си и един определен от тях започва да рецитира различни стихове (Подобни на „Онче бонче“). Последният останал започва да жуми. Първият заплют жуми. Ако той не се помести поне с 11 крачки брои три пъти, като се извиква „Закован пирон“. Останалите правила от другите видове криеница важат.

## Сардини
Във Великобритания, Ирландия, САЩ, Канада и другите англоговорещи страни е разпространен вариант на криеницата, наречен сардини – на английски: sardines. Това е игра, която на практика обратна на българската криеница. В сардини само един човек се крие, докато останалите броят. След това броящите се пръскат и започват да търсят криещия се. Когато някой играч го открие, той се присъединява към него на същото място за криене, после следващия, който ги открие и т.н. (оттук името сардини, защото играчите се натъпкват в едно и също място за криене). Играта свършва, когато остане само един търсещ играч, който е губещият и се крие в следващата игра. Понякога се крие първият, открил мястото за криене. Сардини обикновено се играе по тъмно.